# 上田聡子
上田 聡子（うえだ さとこ、1983年9月 - ）は、石川県輪島市出身の著作家。

## 経歴
石川県輪島市出身である。7歳の頃に将来は本を書くという夢を持ち、荻原規子や森絵都などの女性作家の作品を愛読した。上智大学では文芸サークルに在籍していたこともあり、卒業後には金沢市に転居した。
2014年（平成26年）からnoteに短編を投稿するようになり、ハンドルネームは「hoshichika」または「ほしちか」を用いていた。2017年（平成29年）には富山県富山市に転居した。2020年（令和2年）7月21日、「noteクリエイター支援プログラム」を通じて『金沢洋食屋ななかまど物語』をPHP研究所（PHP文芸文庫）から出版した。同年には出身地の輪島市役所に招待され、輪島市内の小中学校と高校に著書やサイン色紙を贈呈したほか、『金沢洋食屋ななかまど物語』が輪島市立図書館などで紹介された。
その後、もともとnoteで上田聡子の作品を気に入っていたNightOwlのヴォーカル川瀬ゆう子が、上田聡子の作品をライブで朗読してラブコールを送り、それに応じた形でコラボ作品「春花秋月」を創作する。上田聡子の書いた小説に、川瀬ゆう子の曲を書いているオメガトライブのギタリスト吉田健二が曲をつけ、その曲をもとに再び上田聡子が小説を書いて、小説と音楽のコラボ作品「春花秋月」を創作した。

## 作品
電子書籍
- 「言の葉の四季」Amazon Kindle、2017年

紙媒体
- 『金沢洋食屋ななかまど物語』PHP研究所（PHP文芸文庫）、2020年
- 『春花秋月』上田聡子、2022年